# Ууксу
У́уксу (карел. Uuksu) — деревня в Питкярантском районе Республики Карелия. Входила в упразднённое в 2023 году Питкярантское городское поселение.

## География
Расположена в устье реки Уксунйоки, на берегу залива Уксунлахти в северной части Ладожского озера, в 10 км к юго-востоку от Питкяранты.
Через деревню проходят автодорога 86К-8 Сортавала — Олонец и железнодорожная линия Янисъярви — Лодейное Поле.

## История
Первое упоминание относится к 1500 году в Книге водской пятины (была внесена в налоговые списки).

## Население
| 2002 | 2009 | 2010 | 2013 |
| ---- | ---- | ---- | ---- |
| 316  | ↘246 | ↘222 | ↘214 |

## Достопримечательности

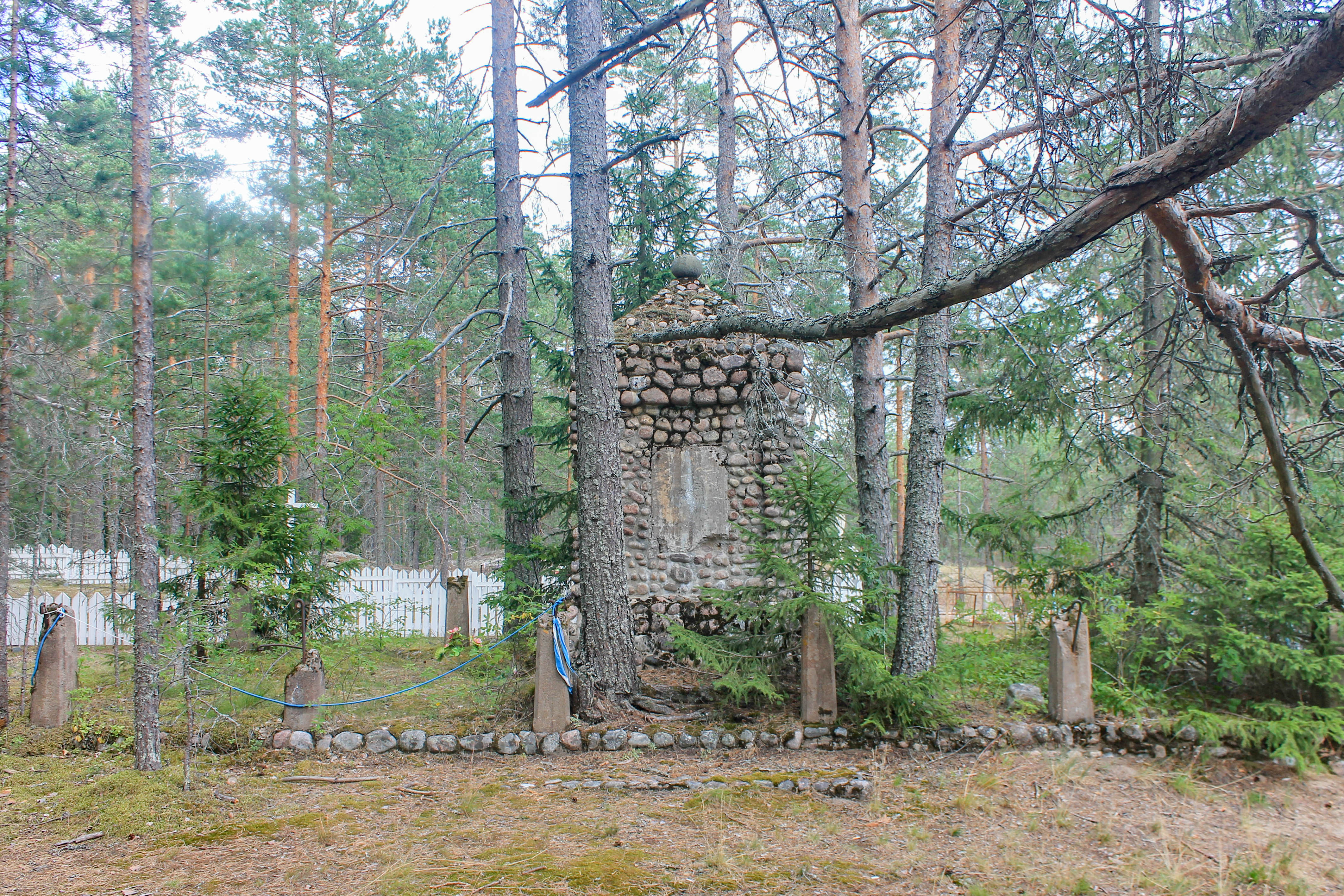
Каменная будка — братская могила финских воинов на кладбище

Памятник советским лётчикам 957-го штурмового авиационного полка, погибшим в воздушных боях в Карелии и Заполярье в ходе Великой Отечественной войны. Памятник установлен в 1987 году (арх. Г. М. Ядров).
Братская могила на гражданском кладбище воинам, павшим в войне с Финляндией.
Братская могила на улице Совхозная воинам, павшим в войне с Финляндией.
Братская могила в лесу на горе перед въездом в посёлок со стороны г. Питкяранта.
Финский мемориал на гражданском кладбище.
Каменная будка на гражданском кладбище.
Часовня на гражданском кладбище, которая воздвигнута в честь бывшего геолога в уксинской геологопартии.